# 小行星22057
小行星22057（22057 Brianking）是一颗绕太阳运转的小行星，为主小行星带小行星。该小行星于2000年1月4日发现。

## 轨道参数
小行星22057的轨道半长轴为2.2737063 UA，离心率为0.131。